# Jadwiga Petrażycka-Tomicka
Jadwiga Petrażycka-Tomicka (ur. 11 listopada 1863 roku w Kołłątajewie, zm. 17 lipca 1931 w Krakowie) – nauczycielka i literatka, działaczka społeczna i feministyczna.

## Życie
Urodziła się 11 listopada 1863 roku w rodzinnym majątku Kołłątajewo (gubernia witebska) jako córka powstańca styczniowego Józefa Petrażyckiego i Rozalii z Czarnockich. Jej bratem był Leon Petrażycki. Uczyła się w szkole średniej w Warszawie. Potem przeniosła się do Lwowa, gdzie pracowała jako nauczycielka języka polskiego i geografii w pensji Wiktorii Niedziałkowskiej. Od 1893 żona inżyniera Józefa Tomickiego. W latach 1899–1924, w związku z objęciem przez niego dyrekcji Elektrowni we Lwowie, rozpoczęła szeroką działalność oświatowo-opiekuńczą wśród jej pracowników, m.in. zorganizowała przedszkole w systemie Marii Montessori, kooperatywę spożywczą i bibliotekę. Była także od 1906 działaczką Towarzystwa Szkoły Ludowej – w ramach którego zorganizowała kilka ognisk we wschodniej Galicji. Od 1908 była obok Marii Dulębianki i Pelagii Skarbkówny czołową działaczką Związku Równouprawnienia Kobiet we Lwowie. Pełniła w niej funkcje m.in. wiceprzewodniczącej i przewodniczącej oddziału oraz członkini Komisji Rewizyjnej. Związek pod jej kierownictwem prowadził szeroką akcję programową i petycyjną, domagając się m.in. przyznania kobietom praw wyborczych. W 1911 roku poparła akcję Polskiego Zjednoczenia Studentek o zrównanie ich w prawach akademickich z kolegami. Była uczestniczką kongresów Międzynarodowej Federacji Związków Równouprawnienia Kobiet. Na kilka lat przed pierwszą wojną światową rozpoczęła twórczość literacką i publicystyczną. Stanowiły ją reportaże i szkice literackie oraz artykuły dotyczące ruchu kobiecego, publikowane zwykle w „Kurierze Lwowskim” i „Gazecie Wieczornej”. W tej ostatniej prowadziła dodatek „Przegląd Kobiecy”.
Od lipca 1915 była działaczką lwowskiego koła Ligi Kobiet Galicji i Śląska, którego była także członkinią zarządu i wiceprzewodniczącą. W latach 1916–1918 członkini Naczelnego Zarządu Ligi, była także delegatką organizacji do Naczelnego Komitetu Narodowego. Była jedną z głównych orędowniczek zerwania związku LKGiŚ z krakowskim komitetem. Z ramienia Ligi uczestniczyła w Komitecie we Lwowie, który zorganizował manifestację z okazji aktu 5 listopada 1916. Od 1917 także członkini Ligi Niezawisłości Polski. Jedna z głównych organizatorek protestu obywatelskiego i strajku generalnego w lutym 1918 przeciwko postanowieniom traktatu brzeskiego we Lwowie. W listopadzie 1918 uczestniczka obrony Lwowa przed Ukraińcami, zorganizowała wydatną pomoc materialną i szpitalną dla walczących polskich ochotników.
Od 1921 członkini Klubu Politycznego Kobiet Postępowych w Warszawie; założyła, a następnie kierowała, w latach 1922–1924 jego oddziałem we Lwowie. W okresie międzywojennym wróciła też do swej aktywności literackiej i publicystycznej (patrz niżej). W 1925 przeniosła się do Krakowa, gdzie od 1926 pracowała w Muzeum Etnograficznym na Wawelu. W tym samym roku zorganizowała a następnie przewodniczyła oddziałowi krakowskiemu Klubu Politycznego Postępowych Kobiet. Rozpoczęła także współpracę z „Nową Reformą”, w której prowadziła dział „Głos Kobiet”. Po przewrocie majowym opowiedziała się po stronie sanacji. Od 1928 kierowała kołem krakowskim Związku Pracy Obywatelskiej Kobiet. Ponadto czynna była w kole Polskiego Stowarzyszenia Kobiet z Wyższym Wykształceniem oraz w oddziale Związku Zawodowego Literatów Polskich, w którym pełniła funkcję skarbniczki. Zmarła 17 lipca 1931 w Krakowie, pochowana na Cmentarzu Rakowickim (w grobowcu rodzinnym jej męża zm. w 1925).

### Prace własne Jadwigi Petrażyckiej-Tomickiej
- W życiu i w literaturze, Lwów 1916. Biblioteka Polona – wersja elektroniczna
- Szkice skandynawskie, Lwów 1913, Polona – wersja elektroniczna (wyd. 2. Kraków 1927) Biblioteka Polona – wersja elektroniczna
- Z dziejów kobiety polskiej, Lwów 1914 Biblioteka Polona – wersja elektroniczna
- Rozmyślania o sztuce, Lwów 1918, (wyd, 2. Kraków 1929) Biblioteka Polona – wersja elektroniczna
- Konopnicka w świetle własnych utworów, Kraków 1920 Biblioteka Polona – wersja elektroniczna
- Kobieta w piśmiennictwie polskim (po rok 1863), Kraków 1921 Biblioteka Polona – wersja elektroniczna
- Mistycyzm Konopnickiej, Lwów 1924, Biblioteka Polona – wersja elektroniczna
- Słowo i obraz, Kraków 1921,
- O żywych kamieniach, Kraków 1928 Biblioteka Polona – wersja elektroniczna
- W służbie obywatelskiej i w służbie społecznej, Kraków 1929 Biblioteka Polona – wersja elektroniczna
- Związek Równouprawnienia Kobiet we Lwowie, przyczynek do historii równouprawnienia kobiet w Polsce, Kraków 1931 Biblioteka Polona – wersja elektroniczna